# Vujity Tvrtko
Vujity Tvrtko, születési nevén Balogh Szilárd (horvátul: Tvrtko Vujić; Pécs, 1972. szeptember 24. –) Joseph Pulitzer-emlékdíjas horvát származású magyar író, újságíró, Magyarország népszerű televíziós riportere, a Pokoli és Angyali történetei mellett több sikerkönyv szerzője. Eddig mintegy húsz könyve jelent meg.
Az 1997-ben induló TV2 alapító tagja, majd egyik legnépszerűbb riportere lett. 2014 novemberéig dolgozott a Napló című műsorban. 17 évnyi közös munka és a Napló megszűnése után 2014 decemberében rövid időre távozott a cégcsoporttól, ahová 2015 szeptemberében tért vissza. 2016-ban egy kényes incidens miatt azonnali hatállyal elbocsátották a TV2-től. Közel egy éven át az Amerikai Egyesült Államokban élt, majd 2017. július 6-tól az ATV Egyenes Beszéd, majd az ATV Start reggeli műsorának vezetőjeként ismét Magyarországon dolgozott. Tvrtko 2020 őszén a családjával együtt Hawaiira költözött.

## Élete, pályafutása
Magyarországi horvát családba született. Balogh Szilárdként  anyakönyvezték, 17 éves korában vette fel későbbi nevét: a Vujić (Vujity) édesanyja családneve, Tvrtko a Szilárd horvát megfelelője. Ő az első magyarországi horvát, aki ezt a névváltoztatást megtette. Kiállását üzenetnek tartja a határon túli magyarság felé, hogy ők is bátran merjék vállalni magyar neveiket. Tvrtko székely felmenőkkel is rendelkezik. Édesapja után – akit példaképének tekintett – először ő is szénbányász szeretett volna lenni. Diákújságíróként a Dunántúli Naplónál kezdte pályafutását, majd az érettségi után 1991-ben felvételt nyert a Zágrábi Tudományegyetem bölcsészkarára. Közben kitört a jugoszláv polgárháború. A jelentkezési lapjait az akkor még egységes Jugoszlávia fővárosába küldték, de mire felvették volna az egyetemre, Belgrád már egy másik országhoz, Szerbiához tartozott. Ezután felkereste a Magyar Televízió pécsi körzeti stúdiójának szerkesztőségét. Mivel anyanyelvi szinten beszélt szerbül és horvátul, felajánlotta, hogy tolmácsként szívesen segíti a stáb munkáját. Eszékre utazott, ahol ott tartózkodása közben körbezárták a települést és már nem tudott hazamenni. Tvrtko telefonon kért segítséget a szerkesztőségtől, hogy mentsék ki. Mivel a stáb többi tagja nem tudott bejutni a háborús övezetbe és ő nem tudott hazamenni, így megkérték, ha már ott van, tudósítson a háború fejleményeiről. Egy hét alatt tizenkét különböző médiának szolgált információkkal.
„Ha nincs Németh Károly, akkor ma nem televíziózással foglalkozom, és nem lennék újságíró, ha nincs Belénessy Csaba” – emlékszik vissza a kezdetekre és két mentorára A mi képernyőnk című kötet róla szóló fejezetében, ahol azt is feleleveníti, hogy már óvodásként szerepelt (népviseletben táncolt) az MTV Pécsi Körzeti Stúdió Nas Ekran című adásában.
Minden újságírói képesítés és szerény angol nyelvtudás mellett, még a BBC-nek is tudósított. Ez meghozta kedvét az újságíráshoz. Amikor véget ért a blokád, kapott egy ösztöndíjat az Egyesült Államokba. 1996-ban felvételt nyert a Miami Egyetem újságírói szakára, amit sikeresen elvégzett. Állítása szerint az ott szerzett tapasztalatait kamatoztatta itthon.
1997-ben az akkor induló TV2 alapító tagja volt, amelynek nyitó riportját ő készítette el (a csatorna indulásáról), s így a kereskedelmi csatorna első szerződtetett és azóta is egyik legnépszerűbb riportere lett. Itt készítette el  riportfilmjeit, melyek nem ritkán sokkoló erejűek voltak. Beható tanulmányt írt például a pörbölyi tragédiáról, részt vett a világ utolsó második világháborús hadifoglyának felkutatásában és hazakísérésében is. Itthon két hónapon keresztül pszichológusi megbízatással kutatóként vett részt Toma András személyazonosságának megállapításában. Különböző trükkökkel bejutott Észak-Koreába, Türkménbasi birodalmába, Csecsenföldre, Csernobilba, de forgatott Ruandában, Haitin, a kambodzsai gyilkos mezőkön és bemutatta a Sierra Leonéban tomboló tömeggyilkosságot is. Bár ezek a filmek elmondása szerint körülbelül 10%-át teszik ki eddigi életművének, a köztudat mégis „a veszélyes utazó-újságíróként” ismeri. Elmondásai szerint ő soha nem a veszélyt kereste, hanem a témát. Olyan hétköznapi hősöket mutat be filmjeiben, akik példaképek lehetnének és nem mindennap szerepelnek különböző bulvárlapok címlapjain, hanem „valami olyasmit tesznek, ami fontos”.

„Horvát az anyanyelvem, horvát a kultúrám, horvátul beszélek Édesanyámmal, horvátul szólok kisfiamhoz. Magyar a hazám, piros-fehér-zöld a zászlóm, „Isten áldd meg a magyart” a Himnuszom. Itt születtem, ez a szülőföldem, ide kísértem haza a világ utolsó hadifoglyát, Pécs a szerelmem, ezért az országért dolgozom. Horvát vagyok. Magyar vagyok. A kettő nemhogy kizárja, talán gazdagítja is egymást. Büszke vagyok horvátságomra, büszke magyarságomra. És soha nem fogom megengedni, hogy bárki megkérdőjelezze azt, hogy Magyarország a hazám! Soha!”

– Vujity Tvrtko 

Szakmai elismertségét Tvrtko jótékony célokra használja fel. Filmjei hatására, az emberek különböző segélyszervezeten keresztül sok anyagi támogatást nyújtottak a rászorulóknak. 2002-ben könyvei bevételéből – feleségével közösen – megalapította a Hétköznapok Hőse-díjat, melyet minden év decemberében adnak át egy jelentős pénzösszeg kíséretében.
2003 és 2007 között az Európai Unió antidiszkriminációs kampányának hivatalos magyarországi nagykövete. 2007 végétől a Pécs 2010 Európa Kulturális Fővárosa Program nagykövete. Ezen kívül számos sikerkönyv szerzője pl. Pokoli történetek, Pokoli történetek különkiadás, Angyali történetek a pokolból, Pokoli történetek és ami azóta történt.

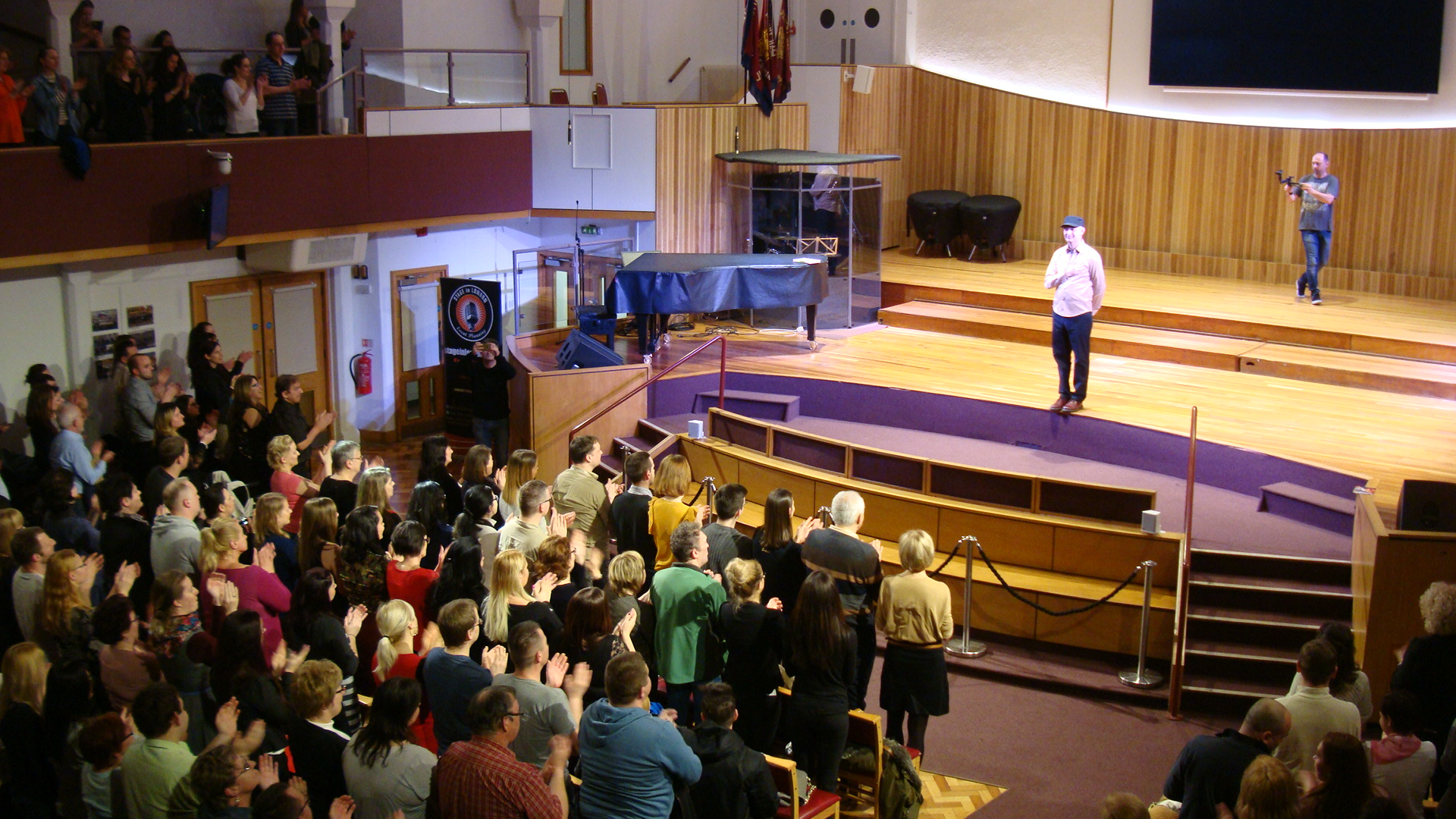
Vujity Tvrtko és közönsége Londonban (2017)

Hétköznapokon a Mokka (TV2), vasárnaponként Napló (TV2) című műsorait vezette, amikor 17 évnyi közös munka után 2014. december 2-án közös megegyezéssel távozott a csatornától. Kilenc hónap elteltével, 2015 szeptemberében visszatért a cégcsoporthoz. Azonban 2016. február 26-án, a TV2 vezetősége azonnali hatállyal elbocsátotta, mivel Tvrtko  nem tudta a magánvéleményét félretéve élő adásban kezelni a helyzetet. Nevezetesen a Berki Krisztiánnal készített riport alatt, Tvrtko nem rejtette véka alá, hogy mi a véleménye a szerinte teljesítmény nélküli hírességekről és a beszélgetés közben beszólogatott a TV2 másik arcának.
Az elbocsátását követően különböző műsorszolgáltatóktól több megkeresést is kapott itthonról és külföldről egyaránt. Közben az ország számos településén és a határon kívül is folytatta utazási élményein alapuló színházi előadásait,Tvrtko...túlmegy minden határon... címmel. Ugyanezen a sorozatcímen került újra képernyőre 2016. június 4-én, amikor a Duna Televízióban műsorra tűzték a trianoni békeszerződésről szóló dokumentumfilmjét – A könyv titka című epizóddal.

## Magánélete
Vujity Tvrtkónak szinte védjegyévé vált, hogy megjelenésekor mindig (általában fekete) baseballsapkát visel. Sokan találgatják, vajon mi lehet az oka, hogy nyilvánosan sosem mutatkozik sapka nélkül. Elmondása szerint semmilyen különleges oka nincs.

„ Van hajam, nem hiányzik a fejem fele, nincs tetoválásom. Az a jó a sapkában, hogy ha leveszem a fejemről, akkor pl. a komáromi fürdőben senki nem ismer meg. Nekem nem az a rejtőzködés, ha a fejemen van a sapka, hanem ha nincs!”

– Vujity Tvrtko

Felesége, Zsolnay Gyöngyi 110-szeres válogatott kosárlabdázó, a Pécsi VSK, illetve a MiZo-Pécsi VSK korábbi játékosa. Gyermekei: Vujity-Zsolnay Benjamin (2002), Vujity-Zsolnay Barnabás (2003), Vujity-Zsolnay Bendegúz (2011). Tvrtko bevallása szerint, számára a családja a legfontosabb. 2016. augusztus 23-án, családjával együtt Washingtonba költözött, majd november elején Haitire utaztak, ahol a fiával együtt a "Haiti-Magyar Iskola és Árvaházban" segélymunkásként dolgoztak.

## Díjai, elismerései
- Joseph Pulitzer-emlékdíj, (1992)
- Hemingway Alapítvány Pethő Tibor Emlékérme, (1998)
- Magyar Újságírók Országos Szövetsége Dr. Szegő Tamás Díja (2000)
- A Magyar Vöröskereszt Médianagydíja (2000)
- A TV2 Nívódíja (2000)
- A Magyar Köztársaság Honvédelmi Érdemkereszt első tagozata[forrás?] (2001)
- Gróf Széchenyi Ödön Emlékérem (2007)
- Magyar Szóvivők Szövetségének Sajtónagydíja (2012)
- Kamera Korrektúra Televíziós Fesztivál fődíja (dokumentum-tényfeltáró kategória) (2012)
- Pro Civitate díj (2012)
- Kamera Korrektúra fődíj, (sportriport kategória) (2013)
- Baranya Megyei Príma-díj (2014)
- A ezeréves határon fekvő Ozsdola díszpolgára (2015) (Vujity Tvrtko korábban magyar nyelvű könyvtárat, illetve több ezer iskolaszert ajándékozott Ozsdolának.)[21]

## Könyvei
- Tűzvonalban. Egy haditudósító naplója. Ami a haditudósításokból kimaradt; Interpress, Bp., 1992
- Nógrádi Gergely – Vujity Tvrtko: Tizenkét pokoli történet (2000) kiadó: Megafilm, terjedelem: 259 oldal, ISBN 9630046636
- Újabb pokoli történetek (2001) kiadó: Alexandra, terjedelem: 350 oldal, ISBN 9633680794
- Utolsó pokoli történetek (2002) kiadó: Alexandra, terjedelem: 360 oldal, ISBN 9633680794
- Havas Henrik–Koncz István–Vujity Tvrtko: Aranyos lány; Alexandra, Pécs, 2002
- Pokoli történetek. Különkiadás. Benjamin könyve; Alexandra, Pécs, 2003, terjedelem: 352 oldal, ISBN 9633686261
- Angyali történetek a pokolból (2004) kiadó: Alexandra, terjedelem: 368 oldal, ISBN 9633689066
- Pokoli történetek. Tvrtko könyve; Alexandra, Pécs, 2005, terjedelem: 344 oldal, ISBN 9633694779
- Pokoli történetek... és ami azóta történt (2006) kiadó: Alexandra, terjedelem: 736 oldal, ISBN 9633699304
- Pokoljárás (2007) kiadó: Alexandra, terjedelem: 336 oldal, ISBN 9789633705063
- Fertő. Óvjuk meg gyermekeinket!; Cantart, Bp., 2008 (Tvrtko könyvek), terjedelem: 168 oldal, ISBN 9789639503366
- Angyali történetek. ...és ami azóta történt... Bővített válogatás; Alexandra, Pécs, 2008, terjedelem: 730 oldal, ISBN 9789633708743
- Menekülés a pokolból (2009) kiadó: Alexandra, terjedelem: 376 oldal, ISBN 9789632970981
- Búcsú a pokoltól... és ami azóta történt (2010) kiadó: Alexandra, terjedelem: 728 oldal, ISBN 9789632973098
- Pokoli történetek. A királynő beszéde (2012) Kiadó: Pokoli-Angyali Kiadó Kft. ISBN 9789630848831
- A pokol tanúja ...és ami azóta történt... (bővített válogatás + új fejezetekkel) (2013) Kiadó: Pokoli-Angyali Kiadó Kft., Terjedelem : 672 oldal, ISBN 9789630875387
- Túl minden határon (2016) Kiadó: Pokoli-Angyali Kiadó Kft., Terjedelem : 384 oldal, ISBN 9786158054805 [22]
- Világgá ment ...és ami azóta történt... (bővített válogatás új fejezetekkel) (2017) Kiadó: Pokoli-Angyali Kiadó Kft., Terjedelem : 720 oldal, ISBN 9786158054812
- Meg tudod csinálni! (2018) + CD/DVD melléklettel / Kiadó: Pokoli-Angyali Kiadó Kft., Terjedelem : 800 oldal, ISBN 9786158054829 [23]
- Aloha – Túl minden határon (2021) Kiadó: Pokoli-Angyali Kiadó Kft., Terjedelem : 376 oldal, ISBN 9786158054874[24][25]